# Korosten
Korosten (ucraïnès: Ко́ростень, rus: Ко́ростень) és una ciutat i un gran nus ferroviari de l'oblast de Zhytomyr de la Ucraïna sepetentrional. Es troba a la riba del riu Uzh. Té 65.369 habitants (2014).
Aquesta ciutat va ser fundada fa uns mil anys (any 705) i era la capital de la tribu eslava dels drevilans. El nom de korosten deriva de la paraula korost que significa "abust".
Durant la Segona Guerra Mundial, Korosten va ser ocupada per la Wehrmacht des d'agost de 1941 fins al 28 de desembre de 1943. La ciutat va ser destrossada durant la guerra.
Actualment aquesta ciutat és relativament petita, principalment per estar molt propera a Chernobyl. Després de l'accident nuclear de Chernobyl, la zona al voltant de la ciutat va ser declarada una zona d'evacuació voluntària.

## Economia
Compta amb el Parc Industrial de Korosten, que és un projecte industrial d'una durada de 10 anys, per a empreses d'alta tecnologia i industrials

## Ciutats agermanades amb Korosten
- Mazyr a Belarús
- Noyabrsk a Rússia
- Kłobuck a Polònia
- Svitlovodsk a Ucraïna
- Anenii Noi a Moldàvia
- Kraśnik a Polònia
- Charvieu-Chavagneux a França
- Sloviansk a Ucraïna